# Offergeld Logistik
Die  Offergeld Logistik Gruppe ist ein Logistikunternehmen, welches 1924 in Würselen gegründet wurde. An 12 Standorten erwirtschaftete das Unternehmen im Jahr 2022 rund 217 Millionen Euro Umsatz. Rund 1.900 Mitarbeiter arbeiten im Logistikbereich. Neben dem Transport von Gütern mit mehr als 400 eigenen LKW, bietet Offergeld Logistik auch Lagerung auf einer Fläche von mehr als 500.000 qm in eigenen Immobilien, sowie u. a. Kommissionierung, Konfektionierung und Displaybau an.

## Unternehmensaktivitäten
Ein Tätigkeitsschwerpunkt liegt im Glastransport, etwa mit Innenladern. In diesem Bereich ist Offergeld Logistik eines der führenden Unternehmen Europas. Der Betrieb ist nach DIN EN ISO 9001, sowie ISO 14001 zertifiziert. Neben mehreren Standorten in Deutschland betreibt Offergeld Logistik Standorte in Belgien, Luxemburg, Großbritannien, Frankreich und der Schweiz.

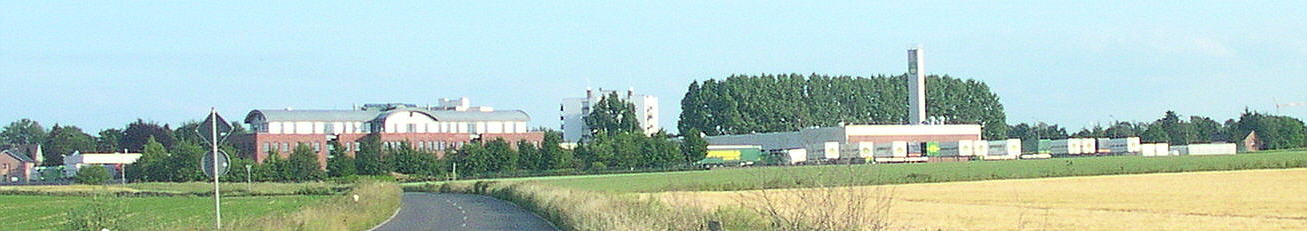
Gelände der Firma Offergeld in Würselen